# جان هنری لفروی
جان هنری لفروی (انگلیسی: John Henry Lefroy; ۲۸ ژانویهٔ ۱۸۱۷ – ۱۱ آوریل ۱۸۹۰) افسر اهل پادشاهی متحد بریتانیای کبیر و ایرلند بود. وی همچنین برندهٔ جوایزی همچون همکار انجمن سلطنتی شده‌است.